# Simmone Jade Mackinnon
Simmone Jade Mackinnon (Mount Isa, Queensland, Ausztrália, 1973. március 19. –) ausztrál színésznő. Magyarországon a McLeod lányai című sorozatból ismerhetjük, ő játszotta Stevie Hall Ryant.

## Élete
Balettiskolába járt, de 17 évesen otthagyta, és háttértáncos lett, majd a színészetre váltott.
1993 és 1995 között a Macskák(Cats) musicalben Cassandra-t alakította, és bejárta a darabbal Ausztráliát és Ázsiát. Egy térdsérülés miatt kellett felhagynia a szereppel.
Kisebb szerepeket kapott ausztrál és amerikai sorozatokban, többek közt feltűnt Az elveszett világ című sorozatban is.
1999-től a Baywatch Hawaii egyik vízimentőjét alakította.
2001-ben az amerikai Attila tv-filmben kettős szerepben láthattuk.
2002-ben a Piton 2 amerikai filmben szerepelt.
2003-tól kezdve szerepel a McLeod lányai című sorozatban, azért ment vissza az USA-ból Ausztráliába, mert megtudta, hogy új főszereplőt keresnek a sorozatba . Kitűnő lovas, ezért kifejezetten élvezi a lovas jeleneteket testhezálló számára a volt rodeólovas Stevie Hall szerepe. Mielőtt elkezdett forgatni megnézte a sorozat összes korábbi részét, hogy
naprakész legyen. Érdekesség, hogy allergiás a gyapjúra, birkaszőrre.
Volt vőlegénye  Jason Momoa, aki a Csillagkapu: Atlantisz című sorozatban Ronont alakítja, egy kiállítást  rendezett róla
“Brown Bag Diaries: My Obsession with Simmone Jade Mackinnon” címmel.
2006 végén váltak szét az útjaik, mert Jason megismerkedett Lisa Bonet-val akitől 2007 közepén 1. majd 2008 végén 2. gyermeke született.

## Díjai
Az ausztrál en:Logie Awards-on:
- jelölt volt: 2004.-Legjobb év felfedezettje színésznő kategóriában
- jelölt volt: 2007.-legjobb színésznő
- jelölt volt: 2007. -Gold Logie - "legnépszerűbb ausztrál televíziós személyiség"
- jelölt: 2008. -legjobb színésznő

## Munkái
| év          | film                                | szerepe                                             |
| ----------- | ----------------------------------- | --------------------------------------------------- |
| 1996.       | Dating the Enemy                    | epizódszerep, titkárnő                              |
| 1997.       | Dust Off the Wings                  | Mel                                                 |
| 1998.       | Water Rats                          | Bianca Mathias (1 rész)                             |
| 1998.,1999. | All Saints                          | Kimberly “Krystal” Woods sztriptíztáncosnő (2 rész) |
| 1999.       | The Lost World / Az elveszett világ | Elura (1 rész)                                      |
| 1999-2000.  | Baywatch Hawaii                     | Allie Reese                                         |
| 2001.       | Attila, the Hun / Attila            | N´Kara / Ildikó                                     |
| 2002.       | Python 2 / Piton 2                  | Nadia                                               |
| 2003.       | Deep Shock                          | Dr. Anne Fletcher                                   |
| 2003.       | Dark Waters                         | Robin Turner                                        |
| 2003-2008.  | McLeod lányai                       | Stevie Hall                                         |
| 2006.       | submission L.A                      | Dominique                                           |